# Lac Forant
Le lac Forant est un plan d'eau situé à 75 km au nord de Fort-Coulonge, Pontiac, Québec, Canada. Il reçoit une partie de son eau du lac Lamb via le ruisseau Lamb et se déverse dans la rivière Forant, un affluent de la rivière Noire.